# 乔·杨
约瑟夫·迈克尔·杨（1992年6月27日—）為美国男子篮球运动员，現效力于中国男子篮球职业联赛福建浔兴。
2018年7月31日，杨與中国男子篮球职业联赛南京同曦簽下130萬美元的合約。2019年8月1日，杨以300萬美元與南京同曦完成續約。2020年7月13日，杨在對上山东麒麟的比賽，三分球11投6中，罰球15投14中，繳出74分、5籃板、8抄截的表現，74分為CBA史上單場得分第三高。9月4日，南京同曦將杨的優先續約權交易至北京控股。10月30日，北京控股完成註冊杨。
2023年6月25日，杨加盟全国男子篮球联赛长沙湾田勇胜。10月13日，杨與福建浔兴完成簽約。2024年5月8日，科威特簽下杨。6月5日，戈尔甘市簽下杨。7月9日，賀米尼門簽下杨。10月5日，福建浔兴與杨完成簽約。12月6日，杨的右手手指在比賽時受傷。12月13日，福建浔兴取消註冊杨，改註冊拉肖恩·托马斯。12月15日，福建浔兴註冊杨。

## 外部連結
- 乔·杨在fiba.basketball（英语）
- 乔·杨在NBA（英语）
- 乔·杨在中国男子篮球职业联赛
- 乔·杨在Basketball-Reference.com（NBA）（英语）
- 乔·杨在Basketball-Reference.com（NBA G聯盟）（英语）
- 乔·杨在Basketball-Reference.com（國際）（英语）
- 乔·杨在Sports-Reference.com（NCAA）（英语）
- 乔·杨在ESPN（NBA）（英语）
- 乔·杨在Eurobasket.com（球員）（英语）
- 乔·杨在Proballers（英语）
- 乔·杨在RealGM（英语）
- 乔·杨在中国篮球数据库
- 乔·杨在Flashscore（英语）